# Descarrilamento de trem em Jajapur
O descarrilamento de trem em Jajapur refere-se ao desastre ocorrido às 19h45min (horário local), no estado oriental de Orissa, na Índia, em 13 de fevereiro de 2009. Acredita-se que doze vagões pertencentes à locomotiva Coromandel Express da linha Haora-Chennai tenham descarrilado após a partida do trem na estação de Jajapur Road, perto de Jajapur. A causa do acidente é atualmente desconhecida. O acidente, por sua vez, fatalizou nove pessoas e deixou por volta de 150 feridas.

## Eventos
Após os relatos iniciais indicaram que o número de mortos seria de dez pessoas, dois trens de resgates foram enviados para o local. Testemunhas oculares temiam que os passageiros ficassem presos em dois dos vagões descarrilhados. As equipes médicas e de resgate da sede da East Coast Railway, em Bhubaneswar, convergiram para o local do acidente e ergueram iluminação de emergência para acelerar o trabalho de resgate, que havia sido prejudicado pela escuridão. Pessoas locais ajudaram os serviços de emergência em seus esforços de resgate, com um cidadão local descrevendo o acidente como "horrível e sério". O ministro de Estado da União para Ferrovias, R. Velu, chegou ao local no sábado de manhã para fazer um balanço da situação. Um inquérito de alto nível foi ordenado para determinar a causa do acidente, disse ele.
Quatorze dos 27 vagões do trem expresso descarrilou por volta de 110 quilômetros da capital do estado, Bhubaneswar. Algumas das repartições do trem estavam deitadas umas sobre as outras e várias pessoas ficaram presas embaixo dos destroços dos vagões do trem. Os feridos foram enviados para os hospitais locais.

## Repercussão
O ministro disse que as empresas ferroviárias pagariam quinhentos mil rupias indianas e serviços para os familiares de cada falecido no acidente.
Além de fornecer tratamento médico gratuito, as companhias efetuaram o pagamento do valor determinado de cinquenta mil rupias indianas para os feridos graves e dez mil rupias indianas para os outros feridos.